# Oncle Grandpa
Oncle Grandpa (Uncle Grandpa) est une série d'animation américaine en 153 épisodes de 11 minutes créée par Peter Browngardt et produite par Cartoon Network Studios, et diffusée entre le 2 septembre 2013 et le 30 juin 2017 sur Cartoon Network ainsi que sur ses versions canadienne, britannique et irlandaise.
En France, la série est annoncée en août 2013 sur la version française de la chaîne, puis diffusée depuis le 1er avril 2014.
Elle s'inspire d'un court-métrage animée homonyme auparavant diffusé dans l'émission The Cartoonstitute (en), et est également un spin-off de la série Secret Mountain Fort Awesome (en).
En 2022 tous les épisodes sauf l'épisode 16 ont été retirés de HBO Max.

## Synopsis
Oncle Grandpa, oncle et grand-père de toutes personnes dans le monde, visite habituellement de nombreux enfants quotidiennement. Il les aide à résoudre leurs problèmes à travers des mésaventures surréalistes. Il vit dans un camping-car aux côtés de ses amis : une pochette ventrale nommée Bouche de Bidou, un dinosaure anthropomorphe nommé Monsieur Gus, une tigresse nommée Véritable Tigresse Volante Géante, et un morceau de pizza appelé Steve la Pizza.

## Production

### Développement
L'épisode pilote est créé par l'ancien animateur de la série Chowder Peter Browngardt en 2008, puis diffusée par la suite en 2009 dans l'émission The Cartoonstitute (en). Proche du pilote de Regular Show, celui d'Oncle Grandpa est un véritable succès, mais aucune continuité n'est décidé à cette période. En 2011, la série Secret Mountain Fort Awesome (basée sur des créatures antagonistes dans le court-métrage) est diffusée sur Cartoon Network, mais pas particulièrement bien accueillie comparé aux autres séries diffusées à cette période, puis est finalement mise en attente en 2012. Malgré cet échec, Secret Mountain Fort Awesome remporte de nombreux prix, dont celui du Crystal Award dans la catégorie « Meilleure série d'animation » au Festival d'Annecy, la première production américaine à parcourir un tel chemin. Grâce à ça, Browngardt parvient à créer une continuité.
Les 27 et 28 juillet 2013, Cartoon Network diffuse une avant-première de la série en même temps que Clarence et Steven Universe.

## Épisodes
La série utilise des éléments de comédie surréaliste d'action-aventure exclusivement visuels. Le créateur Pete Browngardt dit s'être inspirés des travaux de réalisateurs comme Don Martin, Gary Larson et Robert Crumb, et d'animateurs appartenant à l'âge d'or de l'animation américaine comme Tex Avery.

## Distribution

### Voix originales
- Peter Browngardt : Oncle Grandpa
- Eric Bauza : Bouche de Bidou
- Adam DeVine : Steve la Pizza
- Kevin Michael Richardson : Mr Gus

### Voix française
- Gilbert Lévy : Oncle Grandpa
- Stéphane Ronchewski : Bouche de Bidou
- Marc Saez : Steve la Pizza
- Patrice Melennec : Mr Gus
- Éric Missoffe : Empereur Krell, Hot Dog, Nounoursonne, Ole Gapa
- Patricia Legrand : Tommy, une souris
- Marie Nonnenmacher : Denis, Susie
- Jessie Lambotte : Émilie
- Thierry Kazazian
- Caroline Combes : Tante Grandma
- Fanny Bloc : Akira

- version française
  - Studio de doublage : Chinkel S.A - Paris, puis VF Productions
  - Direction artistique : Gilbert Levy
  - Adaptation : Laurent Van Craenenbroeck

## Distinctions
| Date | Récompense            | Catégorie                          | Nomination | Résultat   |
| ---- | --------------------- | ---------------------------------- | --- | ---------- |
| 2010 | Primetime Emmy Awards | Meilleur court-métrage d'animation | Peter Browngardt, Janet Dimon, Robert Alvarez, Rob Renzetti, Craig McCracken, Brian A. Miller, Jennifer Pelphrey, et Rob Sorcher (pour l'épisode pilote Oncle Grandpa diffusé sur The Cartoonstitute) | Nomination |
| 2014 | Primetime Emmy Awards | Meilleure série d'animation        | Nick Edwards (pour l'épisode Afraid of the Dark) | Lauréat    |